# LogFS
LogFS è un Log-structured File System per sistemi Linux, destinato a piattaforme di discreta potenza provviste di memorie flash.
Questo nuovo file system, spiega Jern Engel (project leader di LogFS), è stato studiato per essere utilizzato su memorie flash molto grandi come sostituto dell'attuale JFFS2, poiché quest'ultimo a ogni mount analizza tutti gli inode causando un rallentamento percepibile su devices più capienti. Esistono anche altri file system, oltre a LogFS, come YAFFS (ma non c'è mai stato un tentativo serio di implementazione nel kernel Linux), o come UBIFS.
Come JFFS2, LogFS fa uso del journaling. È inoltre strutturato a 64-bit, permettendo quindi l'utilizzo di memorie dell'ordine degli exabyte.